# 夏志誠
夏志誠主教（英語：The Most Reverend Joseph Ha Chi-shing, O.F.M.；1959年3月4日—）現為天主教香港教區輔理主教。

## 簡歷
夏志誠於1959年在鑽石山大磡村出生，家有哥哥及弟妹，他在鑽石山度過童年。小學入讀黃大仙徙置區第5座的天台小學——中華傳道會德成啟智學校，後來升讀聖若瑟英文中學，他開始在校接觸天主教信仰，並於1972年聖誕節於聖家堂領洗。1976年中五畢業後於龍翔官立中學讀預科，1978年中七畢業。
於1985年加入方濟會，在台灣輔仁大學讀了一年哲學，接受一年初學，然後在聖神修院神哲學院繼續神哲學培育，1988年發永願，1989年升為執事，1990年9月9日於香港聖母無原罪主教座堂由胡振中樞機祝聖為司鐸。
另外曾於1994年往羅馬進修靈修神學兩年，取得宗座安多尼大學碩士學位。後來又在美國聖路易大學取得宗教教育文憑。
曾分別於1999年至2001年及2010年至2012年任方濟會香港區會長。另外曾擔任天主教香港教區司鐸議會選任議員、香港天主教教育委員會委員、聖文德堂及天神之后堂區主任司鐸、聖文德書院及聖文德天主教小學校監。
2014年7月11日，夏志誠同時與楊鳴章、李斌生獲教宗方濟各任命為天主教香港教區輔理主教，同年8月30日在天主教香港教區湯漢樞機手上領受主教聖秩，領銜西敏都。

## 牧徽

夏主教牧徽

夏志誠牧徽上方的帽及繩索代表主教的聖秩，用單一個繩圈象徵簡樸、率直及誠懇。在盾牌後的Ｔ，是希伯來古最後一個字母，是方濟會的十字架，亦代表了基督的救贖、罪人的悔改及謙遜的微末心。
盾牌上的聖達勉苦像代表對天主的全歸還、重建教會的使命。而洋紫荊和相扶的綠葉代表對香港的委身、承擔及建立團體的手足情。
盾牌上的橙色代表樂觀、創意及意志力量，而白色代表了不佔有、給予空間讓聖神帶領及渴望聖神的聖善工程。
他的格言「Pax Et Bonum」意思是「平安美善」，是聖方濟亞西西的問候語。